# Fissistigma cupreonitens
Fissistigma cupreonitens Merr. & Chun – gatunek rośliny z rodziny flaszowcowatych (Annonaceae Juss.). Występuje naturalnie w południowych Chinach – w południowo-wschodniej części regionu autonomicznego Kuangsi. 

## Morfologia
PokrójZimozielone i zdrewniałe liany dorastające do 13 m wysokości. Młode pędy są owłosione.
LiścieMają kształt od podłużnego do podłużnie eliptycznego. Mierzą 5–10 cm długości oraz 1,5–3 cm szerokości. Są skórzaste, owłosione od spodu. Nasada liścia jest zaokrąglona. Blaszka liściowa jest o ostrym lub krótko spiczastym wierzchołku. Ogonek liściowy jest owłosiony i dorasta do 8–12 mm długości.
KwiatySą pojedyncze, rozwijają się naprzeciwlegle do liści. Mierzą 12 mm średnicy. Działki kielicha mają trójkątny kształt, dorastają do 6 mm długości, są zrośnięte u podstawy. Płatki mają okrągły kształt, zewnętrzne są zakrzywione i osiągają do 6 mm długości, natomiast wewnętrzne są mniejsze – mierzą 4 mm długości. Kwiaty mają owłosione słupki o podłużnym kształcie i długości 2 mm.
OwoceZebrane w owoc zbiorowy o kulistym lub elipsoidalnym kształcie. Są omszone, osadzone na szypułkach. Osiągają 3 cm długości i 2 cm szerokości. Mają brązowoczerwonawą barwę.

## Biologia i ekologia
Rośnie w gęstych lasach. Występuje na wysokości do 1000 m n.p.m. Kwitnie od kwietnia do listopada, natomiast owoce pojawiają się od czerwca do grudnia. 

## Ochrona
W Czerwonej księdze gatunków zagrożonych został zaliczony do kategorii EN – gatunków zagrożonych wyginięciem.